# The Hitchhikers

The Hitchhikers est un film américain de 1972 écrit, produit et réalisé par Beverly Sebastian et Ferd Sebastian.

## Synopsis
Une adolescente enceinte est mise à la porte par ses parents et rejoint une bande de femmes qui appâtent des motards pour les détrousser.

## Distribution
- Misty Rowe
- Nick Klar
- Ted Zeigler
- Linda Avery
- Tammy Gibbs
- Kathy Stutsman
- Mary Thatcher
- Denny Nichols
- Efrem Dockter
- Lou Joffred
- Bleu McKenzie
- Prince Johnny Reb

## Production
Le film traite du sujet des fugueurs. Il a été produit pour 45 000 $. « On connaissait notre audience, » déclara Ferd Sebastian. « Nos films ont une intrigue qui va du point A au B, puis au C. Rien de compliqué, juste une bonne dosse d'action et une histoire que je peux comprendre, que vous pouvez comprendre et dont le type qui a abandonné l'école en 3è peut tirer quelque chose. »

## Réception

### Critique
Le Boston Globe l'a qualifié de « petit film stupide... rien de plus qu'un porno narquois ».
Le Pittsburgh Press a déclaré que « ce qui aurait pu être un feuilleton télé ennuyeux d'une demi-heure a été rallongé à 93 minutes. »
Spinning Image a déclaré : « À la fois un terrible avertissement adressé aux squares et une invitation adressée aux hippies, c'était un film de son temps, disons. »

### Box-office
Le film a rapporté près de 3 millions de dollars,. Ferd Sebastian affirme avoir gagné 300 000 $ grâce à cela.